# 박우범
박우범(1968년 6월 5일 ~ )은 대한민국 경상남도의회 의원이다.

## 학력
- 산청초등학교
- 진주산업대학교 국제축산개발학과 졸업
- 경남과학기술대학교 대학원 동물소재공학과 졸업(농학 석사)

## 경력
- 산청군체육회 사무국장
- 산청한방약초축제위원회 사무국장
- 2014년 7월 1일 ~ 2018년 6월 30일 : 제10대 경상남도의회 의원
- 2018년 7월 1일 ~ 2022년 6월 30일 : 제11대 경상남도의회 의원

## 역대 선거 결과
|  | 56.75% |

|  | 50.85% |